# Rada Narodu (Algieria)
Rada Narodu (ﻣﺠﻠﺲﺍﻠﺍﻤﺖ) – izba wyższa parlamentu Algierii, składająca się ze 144 członków powoływanych na sześcioletnią kadencję, przy czym co trzy lata odnawiana jest połowa składu. 48 członków mianowanych jest przez prezydenta. Pozostałe 96 mandatów obsadzają deputowani wybrani przez władze lokalne. Każdy z 48 algierskich wilajetów (prowincji) deleguje dwóch przedstawicieli. Kandydaci muszą mieć co najmniej 40 lat, posiadać algierskie obywatelstwo od przynajmniej 5 lat oraz mieć uregulowany stosunek do służby wojskowej. Wyłączone z kandydowania są również niektóre grupy funkcjonariuszy państwowych, m.in. członkowie służb mundurowych, sędziowie i niektórzy urzędnicy.

## Lista przewodniczących
| # | Przewodniczący                    | Portret | Kadencja        | Kadencja        | Partia polityczna | Partia polityczna |
| # | Przewodniczący                    | Portret | Od              | Do              | Partia polityczna | Partia polityczna |
| - | --------------------------------- | ------- | --------------- | --------------- | ----------------- | ----------------- |
| 1 | Bachir Boumaza (1927–2009)        |         | 1997            | 2 lipca 2002    |                   | FLN               |
| 2 | Abd al-Kadir Bensalah (1941–2021) |         | 2 lipca 2002    | 9 kwietnia 2019 |                   | RND               |
| 3 | Salah Goudjil (1930–)             |         | 9 kwietnia 2019 | nadal urzęduje  |                   | FLN               |